# マリア2世 (ポルトガル女王)
マリア2世（ポルトガル語: Maria II, 1819年4月4日 - 1853年11月15日）は、ブラガンサ朝のポルトガル女王（在位：1826年 - 1853年）。全名はマリア・ダ・グロリア・ジョアナ・カルロータ・レオポルディナ・ダ・クルス・フランシスカ・ザヴィエル・デ・パウラ・イジドラ・ミカエラ・ガブリエラ・ラファエラ・ゴンザーガ（Maria da Glória Joana Carlota Leopoldina da Cruz Francisca Xavier de Paula Isidora Micaela Gabriela Rafaela Gonzaga）で、「教育王」（a Educadora）と呼ばれる。
ブラジル皇帝ペドロ2世の姉である。

## 生涯

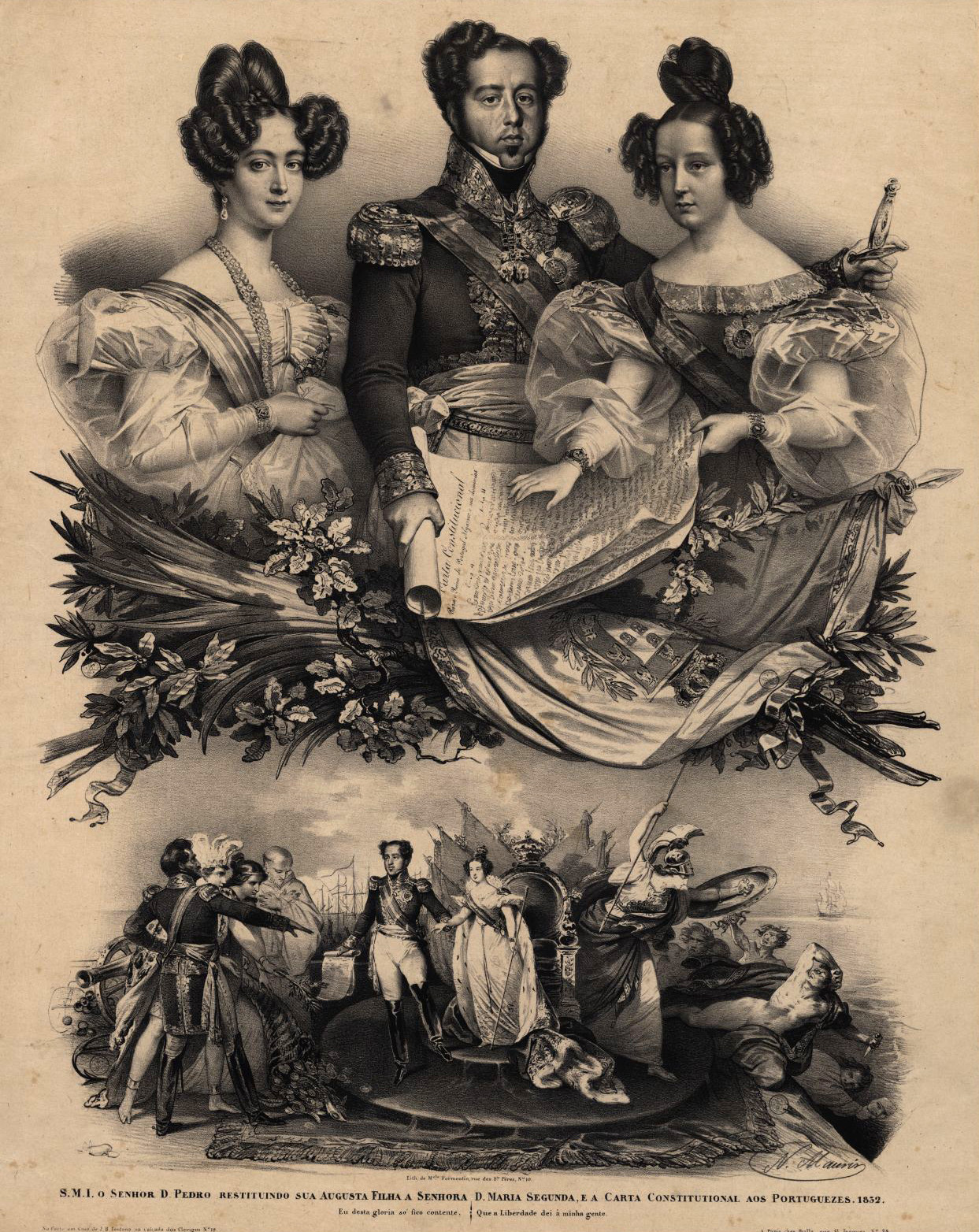
マリア2世（右上）とポルトガル憲法を描いたリトグラフ

ポルトガル宮廷のブラジル亡命中の父ポルトガル国王 ペドロ４世（ブラジル皇帝ペドロ1世）、母の皇后マリア・レオポルディナ（オーストリア皇帝フランツ1世の次女）の長女としてリオデジャネイロで生まれた。新大陸で生まれ育った最初で唯一のヨーロッパ君主であろう。1821年、リオデジャネイロからリスボンに帰還したポルトガル王ジョアン6世が没すると、ブラジル皇帝ペドロ1世にポルトガル王位継承権が生じたが、ブラジルが離さず、ペドロ1世は7歳の長女マリア・ダ・グロリアをポルトガル女王と宣言した。これがマリア2世である。マリア2世は在ブラジルのまま叔父のドン・ミゲルと婚約したが、1828年にオーストリア外遊からポルトガルに帰国したミゲルはマリアを無視して王位を僭称、ポルトガルはマリア2世とミゲル1世という2人の国王が並立する事態となった。
外遊中にオーストリアの宰相メッテルニヒの薫陶を受けたミゲルは、絶対君主として極端な保守反動政治を行った。これに対抗して自由主義の立場にたつペドロは、1831年にブラジル皇帝位を5歳の長男ペドロ2世に譲り、1832年に軍を率いてポルトに上陸、ここにポルトガルは2人の兄弟が相争うポルトガル内戦に突入した。パルメラ公爵を中心としたペドロ派は1833年7月リスボンに入城、若き女王マリア2世も9月にリスボン入りを果たした。内戦は1834年ミゲルの敗退に終わり、ペドロも同年に死んだ。
同年9月、ポルトガルのコルテス（議会）は15歳のマリア2世に国王権力を正式に委譲した。同時にマリアと、ナポレオン1世の養子ウジェーヌ・ド・ボアルネの長男、ロイヒテンベルク公アウグストとの結婚も承認した。しかしアウグストは翌1835年3月に25歳で病死した。マリアは1836年4月、ザクセン＝コーブルク＝ゴータ公子フェルディナント（フェルナンド2世）と再婚した。
女王の治世下、先の内戦で活躍したコスタ・カブラル将軍が長く独裁的な権力を振るった。1846年北部で発生した反乱はリスボンの政府を脅かしたが、翌年スペインとイギリスの軍事介入により終息した。1851年にはサルダーニャ将軍がクーデターによって実権を掌握、政情は比較的安定する。1853年11月15日にリスボンで崩御、マリアの長男ペドロ5世がポルトガル王位を継承した。

## 子女
最初の夫ロイヒテンベルク公アウグストとの間の子供はいない（そのためアウグストには国王の称号が贈られなかった）。
2番目の夫フェルナンド2世との間には7男4女が生まれたが、4人は誕生後間もなく死亡している。
- ペドロ5世（1837年 - 1861年）
- ルイス1世（1838年 - 1889年）
- マリア（1840年）
- ジョアン（1842年 - 1861年） ベージャ公爵
- マリア・アナ（1843年 - 1884年） ザクセン国王ゲオルクの王妃
- アントニア（1845年 - 1913年） ルーマニア国王フェルディナンド1世の生母
- フェルナンド（1846年 - 1861年）
- アウグスト（1847年 - 1889年） コインブラ公爵
- レオポルト（1849年）
- マリア・ダ・グロリア（1851年）
- エウジェニオ（1853年）